# تیم ملی بسکتبال مردان ساموآ
تیم ملی بسکتبال ساموآ نماینده ساموآ در مسابقات بین‌المللی است . این تیم توسط فدراسیون بسکتبال ساموآ اداره می شود